# Engoulevent jotaka
Caprimulgus jotaka
Espèce
Statut de conservation UICN

 LC  : Préoccupation mineure
L'Engoulevent jotaka (Caprimulgus jotaka) est une espèce d'oiseaux de la famille des Caprimulgidae, autrefois considéré comme conspécifique avec Caprimulgus indicus.

## Répartition

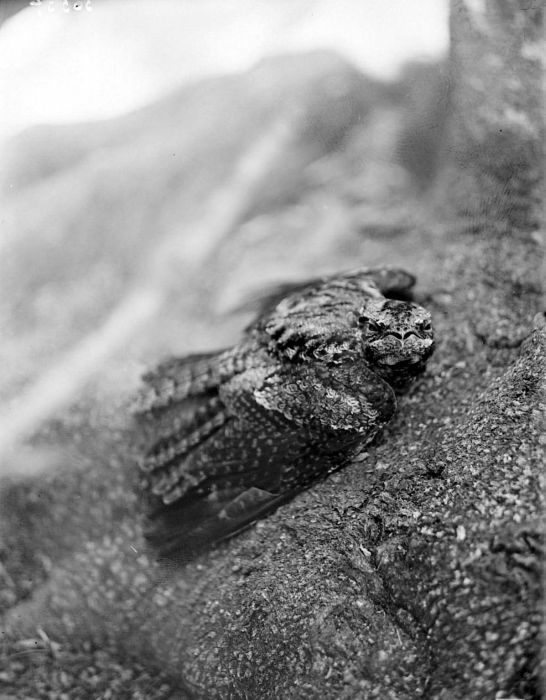
Individu se camouflant

Cette espèce vit en Asie au Pakistan, au nord de l'Inde dans les piedmonts de l'Himalaya, au Bangladesh, en Asie du Sud-Est, au sud de la Chine, au Japon, en Corée et en Sibérie.

## Habitat
L'engoulevent Jotaka aime les forêts et les régions boisées.
Il vit dans les forêts tropicales humides, dans les forêts mixtes de bambous, dans les jungles épaisses, dans les parcelles de pins mais aussi dans les terres agricoles, les vergers et les plantations de teck.

## Description

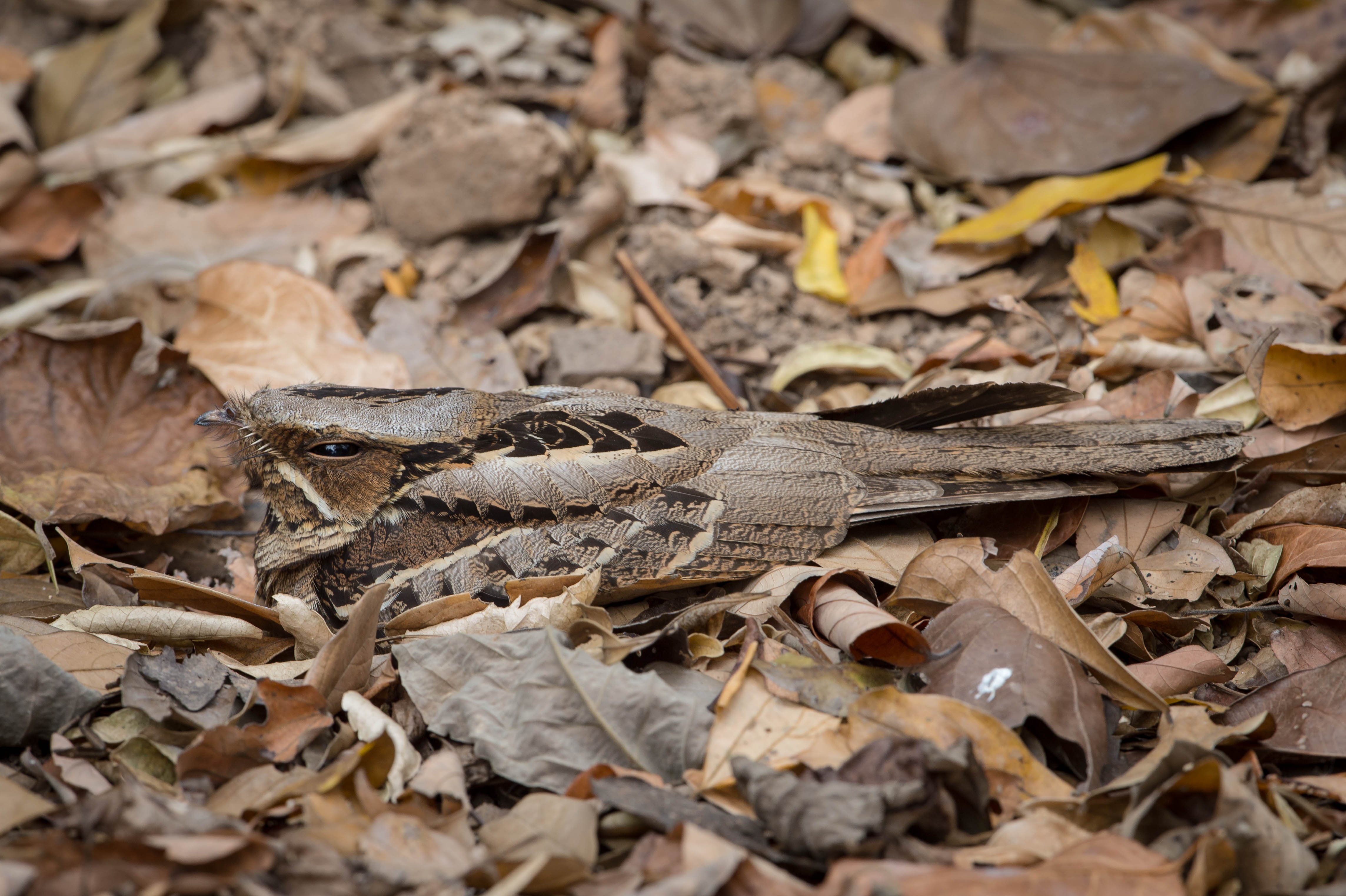

L'engoulevent Jotaka mesure environ 30 cm de long.
On l'appelle en Thaïlande l'oiseau de la montagne qui attrape les moustiques (นกตบยุงภูเขา / nok top yung phukhao).
Il est présent sur le blason de la Zazbie, au nord-ouest de la Thaïlande.

## Régime alimentaire
C'est un oiseau nocturne insectivore.
Il se nourrit de papillons de nuit, de coléoptères y compris de scarabées, de punaises, de cigales, de sauterelles, de locustes et de petites guêpes.

## Nidification
L'engoulevent Jotaka ne construit pas de nid. Il dépose directement ses 1 ou 2 œufs sur une litière de feuilles, sur le sol nu, sur de la terre ou sur des cendres après que la végétation ait été incendiée.